# Maxime Josse
Maxime Josse (ur. 21 marca 1987 w Saint-Quentin) – francuski piłkarz występujący na pozycji obrońcy.

## Kariera klubowa
| Sezon   | Klub                   | Kraj     | Rozgrywki            | Mecze | Bramki |
| ------- | ---------------------- | -------- | -------------------- | ----- | ------ |
| 2004/05 | FC Sochaux-Montbéliard | Francja  | Ligue 1              | 3     | 0      |
| 2005/06 | FC Sochaux-Montbéliard | Francja  | Ligue 1              | 6     | 0      |
| 2006/07 | Stade Brestois 29      | Francja  | Ligue 2              | 20    | 0      |
| 2007/08 | FC Sochaux-Montbéliard | Francja  | Ligue 1              | 12    | 0      |
| 2008/09 | Angers SCO             | Francja  | Ligue 2              | 6     | 0      |
| 2009/10 | FC Sochaux-Montbéliard | Francja  | Ligue 1              | 7     | 0      |
| 2010/11 | FC Sochaux-Montbéliard | Francja  | Ligue 1              | 11    | 0      |
| 2011/12 | Liteks Łowecz          | Bułgaria | A PFG                | 19    | 1      |
| 2012/13 | Bene Sachnin           | Izrael   | Ligat ha’Al          | 17    | 0      |
| 2013/14 | APS Panthrakikos       | Grecja   | Superleague Ellada   | 14    | 0      |
| 2013/14 | AEL Kallonis           | Grecja   | Superleague Ellada   | 4     | 0      |
| 2015/16 | ASM Belfort            | Francja  | Championnat National | 26    | 0      |
| 2016/17 | CA Bastia              | Francja  | Championnat National |       |        |